# Pagyda fumosa
Pagyda fumosa là một loài bướm đêm trong họ Crambidae.